# Farid Khider
Pour les articles homonymes, voir Khider.
Farid Khider, né le 26 septembre 1973,, à Paris, est un humoriste, acteur et boxeur franco-algérien, six fois champion du monde de boxe et qui poursuit sa carrière sur scène.

## Biographie
Farid Khider naît le 12 décembre 1973 dans le 13e arrondissement de Paris. Il grandit dans le quartier des Tilleuls à Orly, il est l'aîné d'une fratrie de six. Farid boxe depuis l’âge de treize ans, d'abord en boxe anglaise avant de s'orienter dans les « pieds-poings ». Il est l'un des meilleurs boxeurs des années 2000, et il est le seul Français à être titré dans toutes les disciplines principales de la boxe[réf. nécessaire]. Il a obtenu des ceintures mondiales dans les différentes disciplines du kickboxing. Après sa carrière de combattant, il commence une carrière d'artiste. Travaillant également à la Maison des jeunes et de la culture d'Orly, il obtient successivement les diplômes d'animateur et de directeur de centre ainsi que d'éducateur sportif. Il donne des cours de boxe en prison afin de favoriser la réinsertion sociale des détenus.
En 2010, il a participé à La Ferme Célébrités en Afrique sur TF1. une participation qui s'est terminée par une dispute avec Adeline Blondieau qui lui aurait causé une élongation du bras. Les images de cette altercation n'ont jamais été diffusées. La presse s'est interrogée quant aux faits passés sous silence, les versions de la production et de la presse étant discordantes,,,.
Après un mois de silence, Adeline Blondieau a accordé une interview et a légitimé l'utilisation d'un couteau contre Farid Khider,.
Le 5 octobre 2011, Farid Khider accompagne son jeune frère Liess en tant que médiateur dans le cadre d'un trafic de drogue à Orly. La rencontre tourne mal : les deux frères sont pris pour cible par des armes à feu, Liess est abattu et Farid Khider blessé. Deux hommes sont suspectés mais sont acquittés le 5 février 2015 puis définitivement acquittés en appel en 2016.
Sur les planches du Festival d'Avignon et au théâtre du Gymnase à Paris en 2013 avec son spectacle One Round Show qui retrace son parcours de combattant, il a joué dans différents rôles au cinéma comme Dans les cordes (2007) et Astérix aux Jeux Olympiques (2008).
En 2014, il participe à un clip de soutien au chef de l'État algérien Abdelaziz Bouteflika dans le cadre de la campagne présidentielle. Comme d'autres artistes, il indique ensuite que cette récupération a été faite à son insu, et qu'il s'agissait initialement seulement d'un morceau rendant hommage à l'Algérie.
Le 20 mars 2017, il est l'objet d'une tentative de meurtre devant son domicile de Saint-Maur-des-Fossés, rue Saint-Hilaire, par des individus masqués qui ont tenté de l'abattre mais il parvient à s'enfuir malgré une blessure à l'épaule.

## Affaires judiciaires
En février 2013, les policiers perquisitionnent son domicile dans le cadre d'une affaire d'escroquerie en bande organisée. Ils trouvent un fusil de chasse et un pistolet Magnum 357. Le 6 juin 2013, il est condamné à 600 € d'amende pour détention et acquisition illégales d'armes à feu.
Le 17 juin 2015, il est placé en garde à vue avec Arnaud Mimran, puis en détention provisoire, dans une affaire de séquestration avec extorsion à l’encontre d’un banquier genevois. Il est accusé d'avoir servi d'intermédiaire entre Mimran, qui aurait commandité l'opération, et Sabir Titouh dit « Titax » qui l'aurait menée. Il sort de détention sous contrôle judiciaire en janvier 2016. Malgré ses dénégations, il est renvoyé devant la cour d'assises. Le procès s'ouvre le 8 juin 2021 devant la cour d'assises de Paris. Le procureur de la République réclame une peine de dix ans de prison contre Farid Khider, qui nie son implication et plaide non coupable. Le 25 juin 2021, Khider est acquitté par la cour d'assises de Paris, Mimran est reconnu coupable et condamné à 13 ans de prison tandis que les hommes ayant mené l'opération sont condamnés de 4 à 8 ans de prison hormis Titax, non jugé car décédé en 2015.

## Théâtre
- 2013 : Théâtre du Gymnase (Paris), One Round Show
- 2013 : Festival d'Avignon, One Round Show

## Filmographie

### Cinéma
- 2007 : Dans les cordes de Magaly Richard-Serrano
- 2008 : Seuls Two d'Éric Judor et Ramzy Bedia
- 2008 : Astérix aux Jeux Olympiques de Thomas Langmann et Frédéric Forestier
- 2011 : Un marocain à Paris de Saïd Naciri
- 2013 : Certifiée halal de Mahmoud Zemmouri[19]

### Clip
- History de Need127 l'Ancêtre[20]

## Télévision
- 2010 : La Ferme Célébrités : saison 3 (TF1) : participant

## Autobiographie
- Les Rounds de ma Vie, Paris, Flammarion, 2012

## Palmarès

### Muay Thai
- Champion d'Europe (Minsk, Biélorussie) 2005.
- Champion du Monde (Birmingham, Angleterre) 2004.
- Champion du Monde (Manchester, Angleterre) 2003.
- Champion Intercontinental (Xalapa, Mexique)1999.

### K-1 World Max Japon
- K-1 MAX Champions Challenge : Vainqueur Vs Yuya Yamamoto 2006.

### Savate Boxe Française
- Membre de l'Équipe de France, invaincu depuis 2000.

Champion de France 6 titres consécutifs  en 2005, en 2004, en 2003, en 2002, en 2001, en 2000.
- Champion du Monde 2005.
- Champion d'Europe 2004.
- Champion du Monde 2003.

### Full Contact
- Vice-Champion du Monde (Marseille) 2005.
- Champion d'Europe (Lituanie) 1998.

Champion de France  en 1998, en 1997, en 1996.

### Kickboxing
- Champion du Monde (Londres) 1999.

Champion de France  en 1997, en 1996.

### Boxe anglaise
- 40 combats Amateur.
- Champion Île-de-France 2002.